# Psychotria mycetoides
Psychotria mycetoides är en måreväxtart som beskrevs av Theodoric Valeton. Psychotria mycetoides ingår i släktet Psychotria och familjen måreväxter. Inga underarter finns listade i Catalogue of Life.